# Sami Meguetounif
Sami Meguetounif (Marsella, Francia; 24 de mayo de 2004) es un piloto de automovilismo francés de origen marroquí. En 2025 compite en el Campeonato de Fórmula 2 de la FIA con Trident, tras competir en el Campeonato de Fórmula 3 de la FIA, donde logró dos victorias.

## Carrera

### Inicios
Nacido en Marsella y criado en Marruecos, Meguetounif comenzó a andar en karting en su natal Francia en 2013, compitiendo en el Campeonato Regional PACAC, en el que terminaría segundo. Ganó el mismo campeonato en la clase Minime dos años después. , y pronto hizo su debut en varios campeonatos nacionales. Meguetounif pasó a la competencia internacional en 2017, terminando quinto en el Karting Academy Trophy y obteniendo el segundo lugar en las Rotax Max Challenge Grand Finals, solo perdiendo ante Tijmen van der Helm. Ese año Meguetounif también ganó dos trofeos en su tierra natal, uno de ellos el Campeonato Nacional, superando al futuro compañero de piso y rival de Fórmula 4, Victor Bernier.
En 2018, Meguetounif mejoró hasta el cuarto lugar en el Academy Trophy y también hizo su primera aparición en el Campeonato Europeo de Karting CIK-FIA. Terminó su carrera en karting en 2019, con el puesto 14 en el Campeonato Mundial.

### Fórmula Regional

#### 2021
El 4 de octubre de 2021 se anunció que Meguetounif comenzaría las últimas cuatro carreras del Campeonato de Fórmula Regional Europea, permaneciendo con R-ace GP. Terminó sus dos primeras carreras a nivel Regional de Fórmula 3 en los puestos 22 y 20 en el Circuito de Mugello. El francés mejoró significativamente en la ronda final, terminando cerca de los diez primeros en ambas carreras.

#### 2022
En febrero del año siguiente, Meguetounif participó en la ronda final del Campeonato de Fórmula Regional Asiática con el GP de Evans, en preparación para su campaña principal. Habiendo terminado 13º en su carrera debut, Meguetounif anotó puntos en una carrera llena de incidentes 2. Terminó 20º en la clasificación.

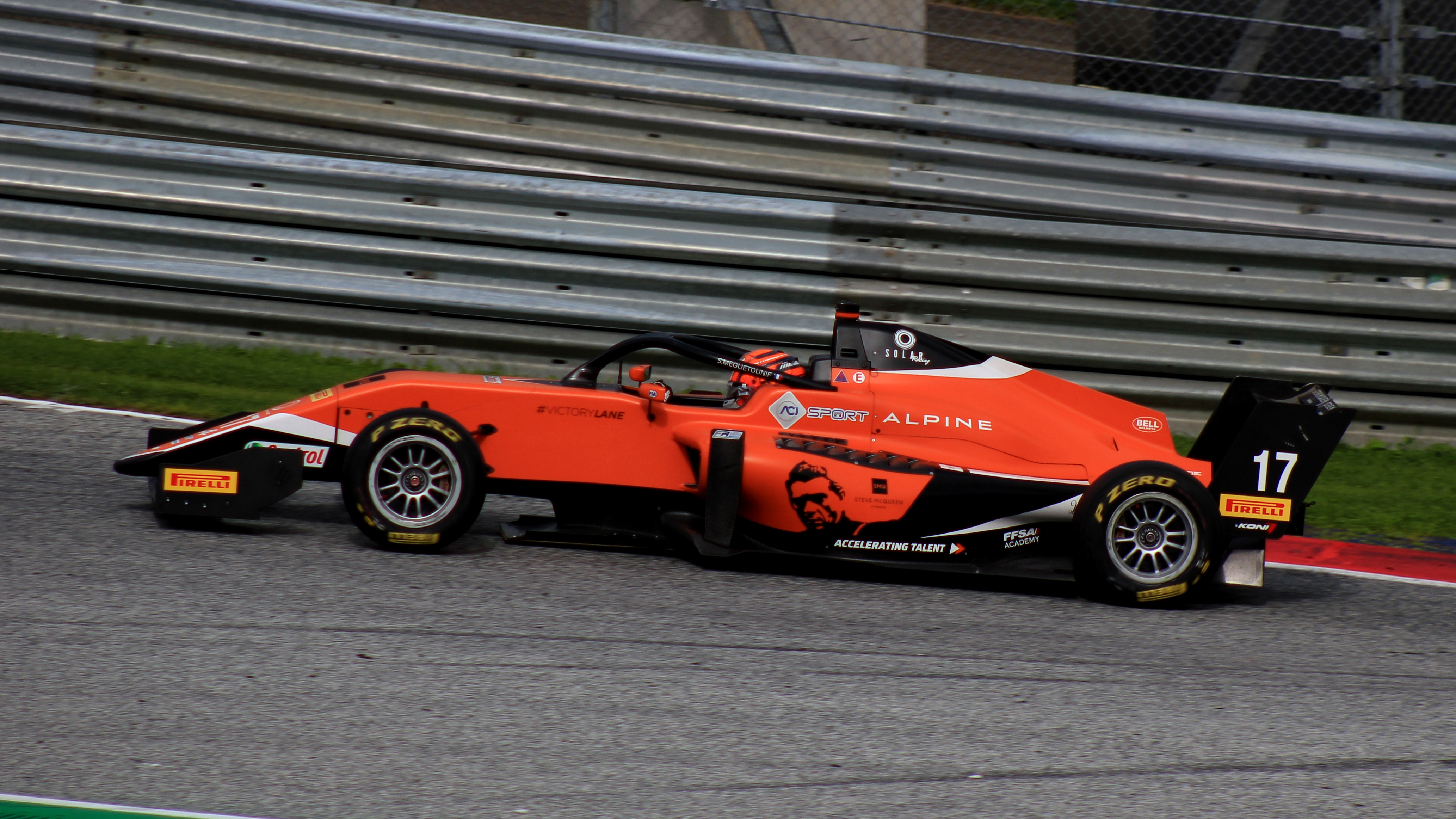
Meguetounif en el Red Bull Ring, 2022.

Meguetounif se unió a MP Motorsport para el Campeonato de Fórmula Regional Europea de ese año, junto con Michael Belov y Dilano van 't Hoff. Anotó sus primeros puntos en la primera carrera con un noveno puesto, perdiendo la victoria de novato ante Sebastián Montoya por tres décimas. En la Carrera 1 de la segunda prueba de la temporada, Meguetounif sufrió una fuerte caída tras ser empujado fuera de la pista. Él cuenta que perdió el conocimiento después de chocar con la pared, pero se descubrió que no tenía problemas graves durante los controles posteriores.
Participó en la clasificación al día siguiente, pero se retiró de la carrera.

#### 2023
Meguetounif compitió la temporada completa en el Campeonato de Fórmula Regional de Medio Oriente de 2023 con Hyderabad Blackbirds by MP Motorsport.
MP Motorsport retuvo a Meguetounif para la temporada 2023 de Campeonato de Fórmula Regional Europea.

## Resumen de carrera
| Temporada | Categoría                                       | Equipo                                | Carreras     | Victorias    | Poles        | VR           | Podios       | Puntos       | Pos.         |
| --------- | ----------------------------------------------- | ------------------------------------- | ------------ | ------------ | ------------ | ------------ | ------------ | ------------ | ------------ |
| 2019      | Campeonato Francés de F4                        | FFSA Academy                          | 3            | 0            | 0            | 0            | 0            | 0            | NC†          |
| 2019      | Campeonato del Sudeste Asiático de Fórmula 4    | Meritus GP                            | 4            | 0            | 0            | 1            | 3            | 0            | NC†          |
| 2020      | Campeonato Francés de F4                        | FFSA Academy                          | 21           | 1            | 2            | 1            | 8            | 183          | 4.º          |
| 2021      | ADAC Fórmula 4                                  | R-ace GP                              | 18           | 0            | 0            | 0            | 0            | 61           | 11.º         |
| 2021      | Campeonato de Italia de Fórmula 4               | R-ace GP                              | 6            | 0            | 0            | 0            | 0            | 22           | 19.º         |
| 2021      | Campeonato de Fórmula Regional Europea          | R-ace GP                              | 4            | 0            | 0            | 0            | 0            | 0            | NC†          |
| 2022      | Campeonato de Fórmula Regional Asiática         | Evans GP                              | 3            | 0            | 0            | 0            | 0            | 6            | 20.º         |
| 2022      | Campeonato de Fórmula Regional Europea          | MP Motorsport                         | 19           | 0            | 0            | 0            | 1            | 21           | 16.º         |
| 2023      | Campeonato de Fórmula Regional de Medio Oriente | Hyderabad Blackbirds by MP Motorsport | 15           | 1            | 1            | 0            | 2            | 65           | 10.º         |
| 2023      | Campeonato de Fórmula Regional Europea          | MP Motorsport                         | 18           | 0            | 0            | 2            | 3            | 75           | 9.º          |
| 2024      | Campeonato de Fórmula 3 de la FIA               | Trident                               | 20           | 2            | 0            | 0            | 2            | 84           | 8.º          |
| 2025      | Campeonato de Fórmula 2 de la FIA               | Trident                               | Disputándose | Disputándose | Disputándose | Disputándose | Disputándose | Disputándose | Disputándose |
| Fuente:   |                                                 |                                       |              |              |              |              |              |              |              |

## Resultados

### Campeonato de Fórmula Regional Europea
(Clave) (negrita indica pole position) (cursiva indica vuelta rápida)

| Año  | Equipo        | 1   | 1   | 2   | 2   | 3   | 3   | 4   | 4   | 5   | 5   | 6   | 6   | 7   | 7   | 8   | 8   | 9   | 9   | 10  | 10  | Pos. | Puntos |
| ---- | ------------- | --- | --- | --- | --- | --- | --- | --- | --- | --- | --- | --- | --- | --- | --- | --- | --- | --- | --- | --- | --- | ---- | ------ |
| 2021 | R-ace GP      | IMO | IMO | BAR | BAR | MON | MON | LEC | LEC | ZAN | ZAN | SPA | SPA | SPI | SPI | VAL | VAL | MUG | MUG | MNZ | MNZ | NC†  | 0      |
| 2021 | R-ace GP      |     |     |     |     |     |     |     |     |     |     |     |     |     |     |     |     | 22  | 20  | 15  | 13  | NC†  | 0      |
| 2022 | MP Motorsport | MNZ | MNZ | IMO | IMO | MON | MON | LEC | LEC | ZAN | ZAN | BUD | BUD | SPA | SPA | SPI | SPI | BAR | BAR | MUG | MUG | 16.º | 21     |
| 2022 | MP Motorsport | 9   | 11  | Ret | DNS | 15  | 11  | 15  | 19  | 13  | 16  | 17  | Ret | 2   | 11  | 11  | 15  | 20  | 21  | 16  | 28  | 16.º | 21     |
| 2023 | MP Motorsport | IMO | IMO | BAR | BAR | BUD | BUD | SPA | SPA | MUG | MUG | LEC | LEC | SPI | SPI | MNZ | MNZ | ZAN | ZAN | HOC | HOC | 9.°  | 75     |
| 2023 | MP Motorsport | 17  | 22  | Ret | 3   | 11  | 7   | Ret | 9   |     |     | 2   | 14  | 6   | 2   | Ret | 10  | 12  | 9   | 13  | Ret | 9.°  | 75     |

### Campeonato de Fórmula Regional de Medio Oriente
(Clave) (negrita indica pole position) (cursiva indica vuelta rápida puntuable)

| Año  | Equipo                        | 1    | 1    | 1    | 2    | 2    | 2    | 3    | 3    | 3    | 4    | 4    | 4    | 5   | 5   | 5   | Pos. | Puntos |
| ---- | ----------------------------- | ---- | ---- | ---- | ---- | ---- | ---- | ---- | ---- | ---- | ---- | ---- | ---- | --- | --- | --- | ---- | ------ |
| 2023 | Mumbai Falcons Racing Limited | DUB1 | DUB1 | DUB1 | KUW1 | KUW1 | KUW1 | KUW2 | KUW2 | KUW2 | DUB2 | DUB2 | DUB2 | YMC | YMC | YMC | 10.º | 65     |
| 2023 | Mumbai Falcons Racing Limited | Ret  | Ret  | Ret  | 17   | 4    | 1    | 25†  | 12   | 5    | 13   | 18   | Ret  | 2   | Ret | Ret | 10.º | 65     |

### Campeonato de Fórmula 3 de la FIA
(Clave) (negrita indica pole position) (cursiva indica vuelta rápida puntuable)

| Año  | Escudería | 1   | 1   | 2   | 2   | 3   | 3   | 4   | 4   | 5   | 5   | 6   | 6   | 7   | 7   | 8   | 8   | 9   | 9   | 10  | 10  | Pos. | Puntos | Ref.   |
| ---- | --------- | --- | --- | --- | --- | --- | --- | --- | --- | --- | --- | --- | --- | --- | --- | --- | --- | --- | --- | --- | --- | ---- | ------ | ------ |
| 2024 | Trident   | SAK | SAK | MEL | MEL | IMO | IMO | MON | MON | BAR | BAR | SPI | SPI | SIL | SIL | BUD | BUD | SPA | SPA | MNZ | MNZ | 8.º  | 84     | [ 12 ] |
| 2024 | Trident   | 10  | 4   | 17  | 12  | Ret | 1   | 22† | Ret | Ret | 15  | 10  | 20  | 8   | 12  | 10  | 25  | 27  | 5   | 5   | 1   | 8.º  | 84     | [ 12 ] |

### Campeonato de Fórmula 2 de la FIA
(Clave) (negrita indica pole position) (cursiva indica vuelta rápida puntuable)

| Año   | Escudería | 1   | 1   | 2   | 2   | 3   | 3   | 4   | 4   | 5   | 5   | 6   | 6   | 7   | 7   | 8   | 8   | 9   | 9   | 10  | 10  | 11  | 11  | 12  | 12  | 13  | 13  | 14  | 14  | Pos. | Puntos | Ref.   |
| ----- | --------- | --- | --- | --- | --- | --- | --- | --- | --- | --- | --- | --- | --- | --- | --- | --- | --- | --- | --- | --- | --- | --- | --- | --- | --- | --- | --- | --- | --- | ---- | ------ | ------ |
| 2025* | Trident   | MEL | MEL | SAK | SAK | YED | YED | IMO | IMO | MON | MON | BAR | BAR | SPI | SPI | SIL | SIL | SPA | SPA | BUD | BUD | MNZ | MNZ | BAK | BAK | LUS | LUS | YMC | YMC | 19.º | 2      | [ 13 ] |
| 2025* | Trident   | Ret | C   | 13  | 15  | 16  | Ret | 21  | 10  | 16  | 12  | 9   | 12  | Ret | 10  | 13  | 18  | 18† | 15  | 17  | 14  |     |     |     |     |     |     |     |     | 19.º | 2      | [ 13 ] |

- * Temporada en progreso.

## Vida personal
Meguetounif actualmente está estudiando en su último año del Lycée, el equivalente a los A-Levels en Francia. Vive y estudia junto con su excompañero de Fórmula 4, Victor Bernier.